# Igreja Matriz de São Martinho de Candoso

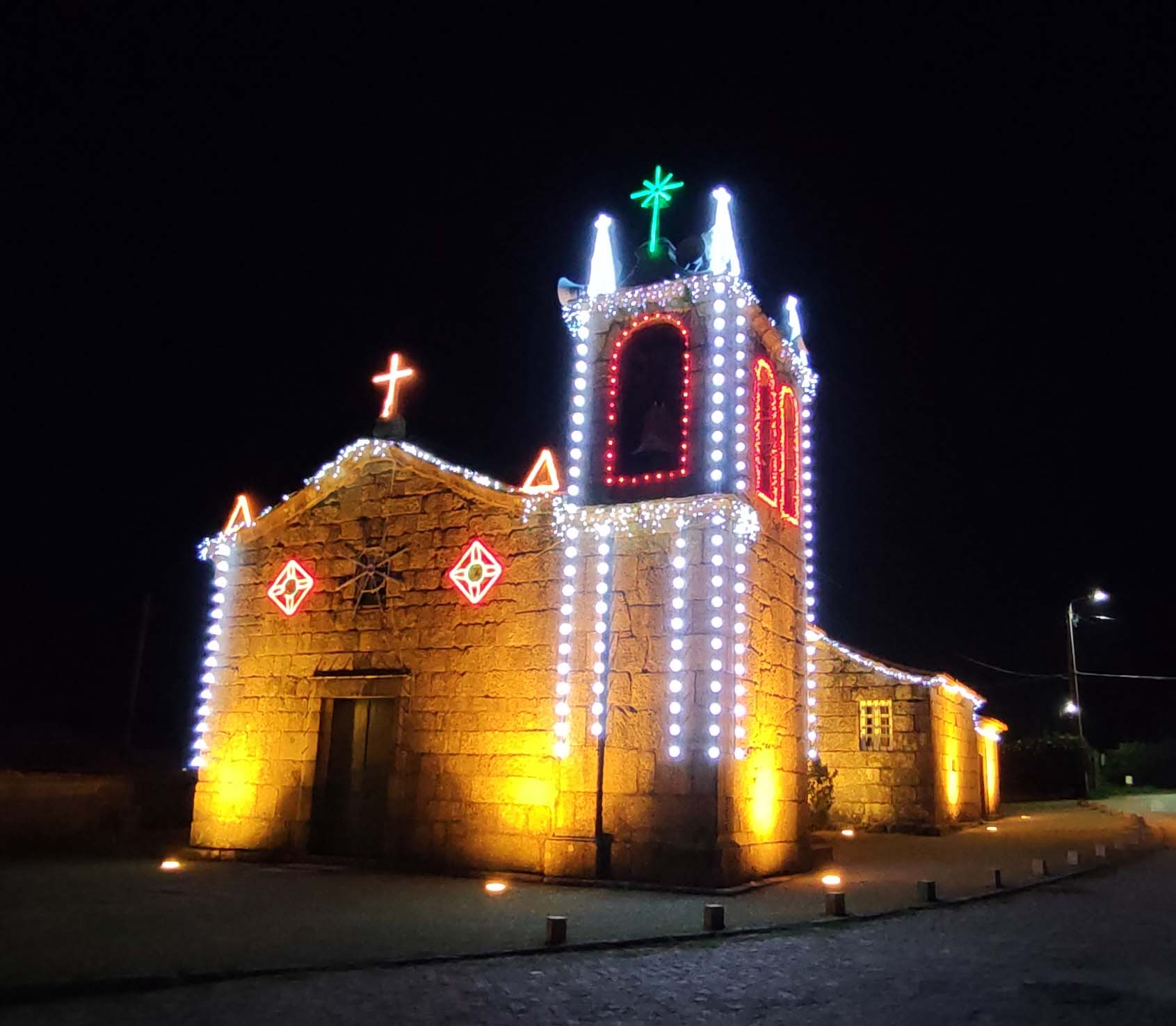
Igreja Matriz de São Martinho de Candoso com iluminação de Natal em 2021

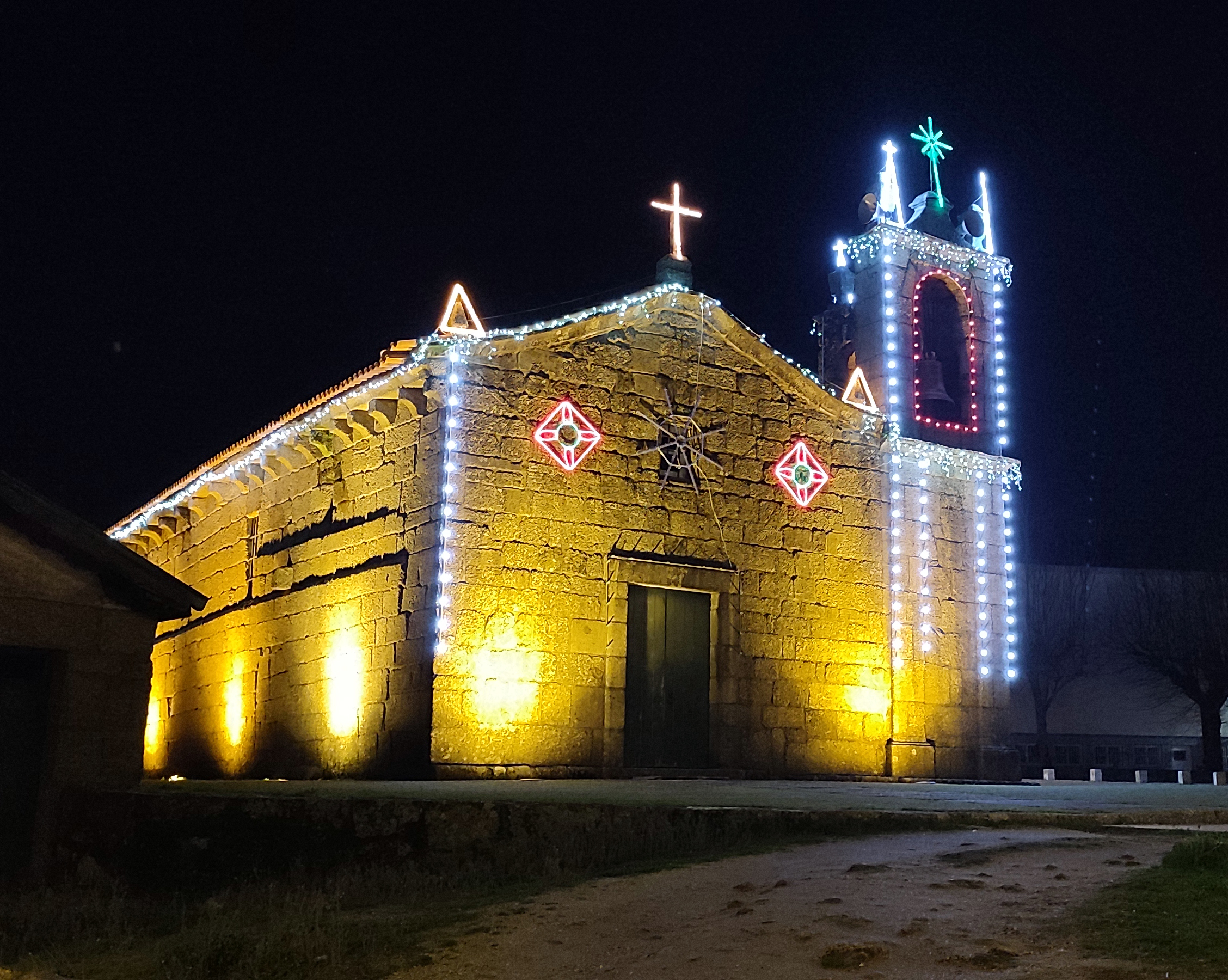
Igreja Matriz de São Martinho de Candoso com iluminação de Natal em 2021

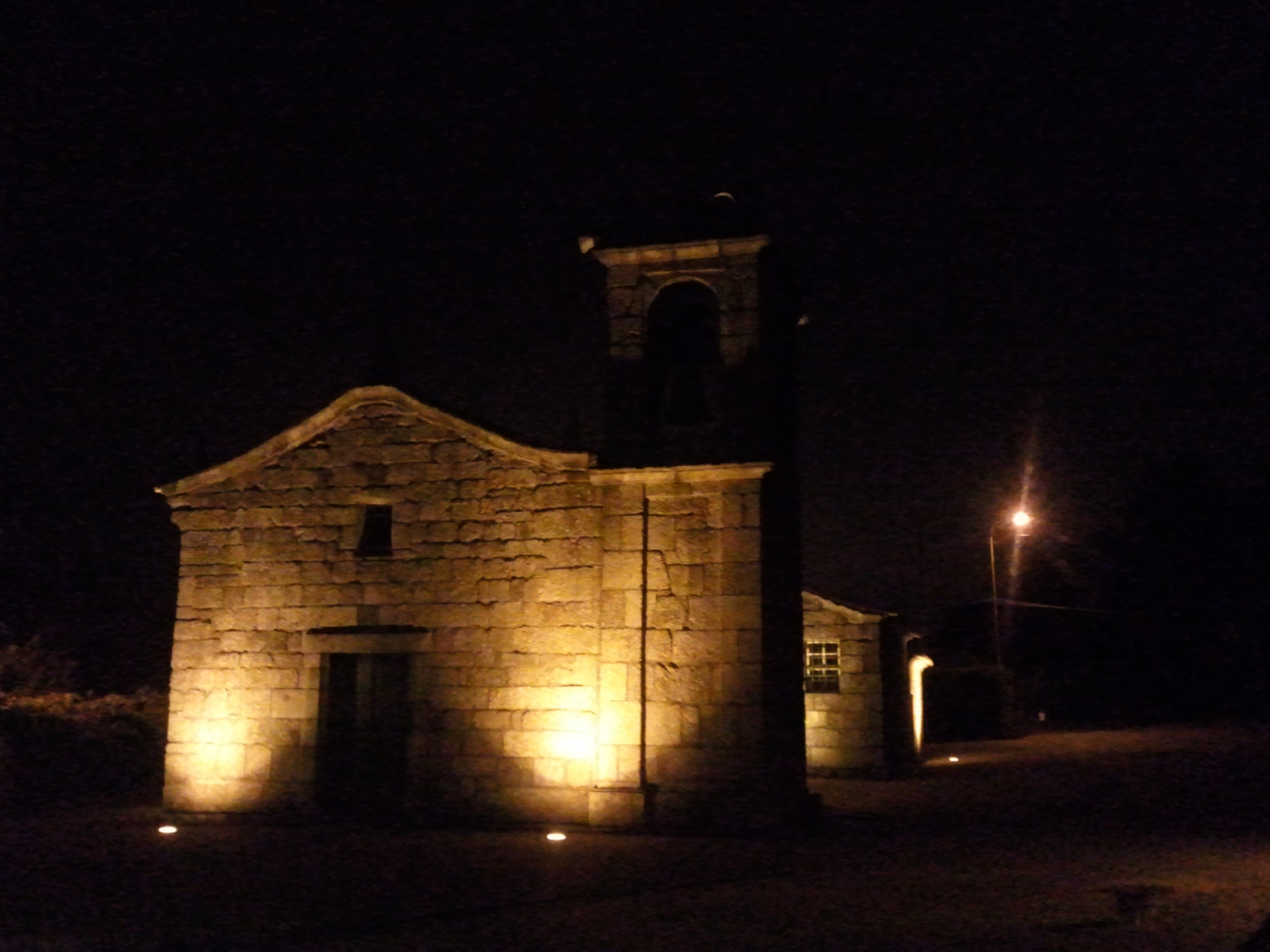
Igreja Matriz de São Martinho de Candoso iluminada à Noite

A  Igreja Matriz de São Martinho de Candoso localiza-se em São Martinho de Candoso, município de Guimarães, Portugal.
A Igreja de São Martinho de Candoso encontra-se classificada como Monumento Nacional desde 1910.
Constitui um dos 203 edifícios românicos que existem por todo o país.[carece de fontes?]

## História
Não se sabe a data da sua construção, apenas sabe-se que já existia em 1043, ficando a incógnita se existia ou não antes do século XI.
De acordo com o historiador português António Lino Neto, teria existido um templo visigótico no local.
No alçado lateral esquerdo, na antiga porta de entrada dos homens, encontra-se gravada numa pedra, em letra gótica, a inscrição: "Na era 210 Pedro Leão obrou-a". Entretanto, falta a letra que devia designar o milhar, ou por estar apagada, ou por omissão (o que era frequente naquele tempo). Esta era que é de César (e que permanece até 1428, reinado de João I de Portugal), equivale ao ano de 1172 da nossa era. Esta inscrição alude, certamente, a uma ampliação do templo, talvez pelo fato de, nesta data, S. Martinho de Candoso ser uma paróquia em desenvolvimento. 

## Características
Arquitectura religiosa, românica e neoclássica. Igreja paroquial românica de nave única com grandes remodelações posteriores, sobretudo em estilo neoclássico. Da primitiva construção conserva restos da cachorrada com modilhões lavrados e o arco triunfal. Retábulos colaterais de finais do séc. 17 e restante decoração essencialmente neoclássica.
As suas formas são baixas e, nas paredes espessas rasgam-se seteiras.
Na cornija, podem contemplar-se restos de cachorrada com figuração de animais e de seres humanos. 
A igreja possui uma entrada para os homens e outra para as mulheres, interessante testemunho da cultura à época, quando no interior do templo os homens postavam-se à frente e as mulheres atrás, separados durante os atos de culto.
No seu interior encontramos traços dos estilos paleocristão, visigótico, românico e barroco. Destacam-se, imediatamente após a entrada principal, à esquerda, a pia batismal de estilo visigótico. O fato dela se encontrar no "atrium", zona que antecede o espaço reservado à assembleia, simboliza que somente após o batismo se ingressa na comunidade dos fieis.
No centro da nave, do lado direito, o púlpito encontra-se colocado sobre o confessionário. Dois altares laterais de talha dourada precedem o arco cruzeiro que dá acesso ao altar-mor. São datados do século XVII e em estilo barroco. O da direita, apresenta meninos músicos, que fazem parte da composição da talha; o da esquerda contém uma pintura primitiva sobre madeira com São Sebastião e um santo bispo, dando a comunhão a uma figura ajoelhada.
O arco cruzeiro, que separa o espaço da assembleia do altar sacrificial, é fiel ao estilo ortodoxo do templo, sendo esculpido e gravado com elementos geométricos de tradição paleocristã.
A cobertura apresenta pinturas simples das virtudes, e os pequenos altares laterais, dão a ideia do triunfalismo individual e de uma piedade subjectiva que já não é a expressão colectiva da alma de um povo, como acontecia na Idade Média.
| “ | É uma igreja cuja idade de construção corresponde à de um tempo áureo, quer do ponto de vista religioso quer do ponto de vista artístico. | ” |